# Valenciennes
Valenciennes (ejtsd: [va.lɑ̃.ˈsjɛn] /valószjen/) közepes nagyságú város Franciaország északi részén, a belga határ közelében, Nord-Pas-de-Calais régióban, illetve azon belül Nord megyében. Lakosainak száma 42 979 fő (2022. január 1.). Valenciennes Bruay-sur-l’Escaut, Anzin, Aulnoy-lez-Valenciennes, Marly, Petite-Forêt, Saint-Saulve, La Sentinelle és Trith-Saint-Léger községekkel határos.

## Etimológia
Valenciennes nevének első említése 693-ból származik, amikor IV. Klodvig frank király egy oklevelének aláírási helyét a következőképpen jelölte meg: Valencianis in palacio nostro („Valenciani palotánkban”).
A település és nevének keletkezése azonban még régebbre, a római korra tehető, és bizonyos Valentinus római polgár nevéből eredeztethető. A római uralom idején ugyanis a közeli Famars település része volt egy domaine de Valentinus, azaz „Valentinus birtoka” is.

## Története
A várost többször megostromolták, így 1566–1567-ben, 1676–1677-ben és 1656-ban.
Valenciennes negyedik ostroma 1793. június 13. és július 28. között zajlott, az első koalíciós háború flandriai hadjárata idején. A Jean Henri Becays Ferrand vezette francia helyőrséget Frigyes Józsiás szász–coburg–saalfeldi herceg seregének egy része blokád alá vette, amelynek parancsnoka Frigyes, York és Albany hercege volt. Valenciennes július 28-án elesett, ami a szövetségesek győzelmét eredményezte.

## Népesség
| Lakosok száma | 42 851 | 44 043 | 44 509 | 43 336 | 43 405 | 43 229 | 42 738 | 42 991 | 42 979 |
|               | 2013   | 2015   | 2016   | 2017   | 2018   | 2019   | 2020   | 2021   | 2022   |

## Híres szülöttei
- Michel Duchaussoy színész (1938–2012), a Comédie-Française örökös tagja
- Pierre Richard, színész, filmrendező és forgatókönyvíró (sz. 1934)